# Ceropegia recurvata
Ceropegia recurvata är en oleanderväxtart som beskrevs av Michael George Gilbert. Ceropegia recurvata ingår i släktet Ceropegia och familjen oleanderväxter. Inga underarter finns listade i Catalogue of Life.